# Shahrixon
Shahrixon es una localidad de Uzbekistán, en la provincia de Andillán.
Se encuentra a una altitud de 452 m sobre el nivel del mar. 

## Demografía
Según estimación 2010 contaba con una población de 84 702 habitantes.